# Ophiotoma assimilis
Ophiotoma assimilis är en ormstjärneart som beskrevs av Jean Baptiste François René Koehler 1904. Ophiotoma assimilis ingår i släktet Ophiotoma och familjen knotterormstjärnor. Inga underarter finns listade i Catalogue of Life.